# KHD DG 1000 BBM
Die DG 1000 BBM ist eine Diesellokomotiv-Bauart des Herstellers Klöckner-Humboldt-Deutz (KHD). Sie war zunächst mit einem 1000 PS-Motor die leistungsstärkste einmotorige Bauart im sogenannten Typenprogramm 1959. Mit der Entwicklung eines stärkeren Motors wurde ab 1960 auch eine Bauart mit 1200 PS unter der Bezeichnung DG 1200 BBM ausgeliefert. Im Fahrzeugeinstellungsregister des EBA wurde der DG 1000 BBM die Baureihennummer 98 80 3422 zugeteilt.

## Technik
KHD war damit zu Beginn der 1960er-Jahre neben der Kieler Firma MaK der einzige Anbieter von Diesellokomotiven für Privatbahnen mit einer Leistung von 1000 PS und mehr. Während die MaK-Stangenlokomotiven jedoch einen Antrieb mittels Kuppelstangen nutzten, setzte KHD auf Drehgestell-Lokomotiven mit Gelenkwellenantrieb.
Als Antriebsaggregat wurde ein stehender Zwölfzylinder-V-Zweitaktmotor vom Typ T12M625 mit 25 cm Kolbenhub verwendet. Ein charakteristisches Aussehen verliehen den Lokomotiven vor allem die zunächst verbauten, tropfenförmigen Lampen, die jedoch später an fast allen Lokomotiven zugunsten einer wesentlich unauffälligeren Bauart abgebaut wurden.

## Einsatz
Insgesamt wurden 21 Lokomotiven dieses Typs gebaut und an verschiedene Privat- und Werkbahnen verkauft. Die meisten Bahnen kauften nur eine oder zwei Lokomotiven, mehr als zwei Exemplare erhielten die Bayerische Braunkohlen-Industrie (BBI, 3 Lokomotiven) und die Mannesmann-Hüttenwerke in Duisburg (4 Lokomotiven). Zwischenzeitlich waren bzw. sind auch jeweils drei Lokomotiven bei den Osthannoverschen Eisenbahnen, der AKN Eisenbahn und der RWE Power im Einsatz.
Vier Lokomotiven wurden mittlerweile verschrottet, eine dient lediglich noch als Ersatzteilspender und der Verbleib einer sechsten Maschine ist unbekannt. Sechs weitere Maschinen sind inzwischen in Italien im Einsatz. Die einzige Lok, die mit Explosionsschutz ausgeliefert wurde (Fabriknummer 57679 von 1964), wurde im Jahr 2009 ebenfalls nach Italien verkauft. Ebenso ein Einzelstück stellt mittlerweile die Lok 36 der WLE dar, diese wurde in der WLE-Werkstatt mit einem 1200 kW-Motor ausgestattet und mit neuen Aufbauten versehen.
| Liste der KHD DG 1000 BBM |         |                   |                                                          |                                                   |
| Fabriknummer              | Baujahr | Erster Eigentümer | Verbleib                                                 | Anmerkungen                                       |
| 56953                     | 1959    | BBI „M 11“        | PLF Prisco Lavori Ferroviari, Camposampiero (I) „T 7526“ | Verbleib unbekannt                                |
| 57146                     | 1961    | BBI „M 12“        | Luciano Semenzato, Venedig (I) „DD APS VE 1652 Q“        |                                                   |
| 57250                     | 1962    | BBI „M 13“        | DIE-LEI „114“                                            | 1994–2005 OHE                                     |
| 57419                     | 1962    | DHHU              | WLE „36“                                                 | remotorisiert und umgebaut                        |
| 57464                     | 1962    | Klöckner „101“    | 1997 verschrottet                                        |                                                   |
| 57465                     | 1962    | Klöckner „102“    | Juni 2012 verschrottet                                   | als OHE „120068“ im Mai 2011 ausgebrannt          |
| 57615                     | 1963    | RBW „474“         | RWE Power „474“                                          |                                                   |
| 57616                     | 1963    | RBW „477“         | RWE Power „477“                                          |                                                   |
| 57660                     | 1963    | BBI M 14          | RVM „28“                                                 |                                                   |
| 57679                     | 1964    | Gelsenberg „1“    | (Italien)                                                | Verkauf im Jahr 2009 über Eisenbahnbedarf Bad Orb |
| 57697                     | 1964    | Mannesmann „201“  | RWE Power „488“                                          |                                                   |
| 57720                     | 1964    | VW „878 837“      | Attilio Rossi / Ge.Fer. S.p.A., Rom (I) „T 1530“         |                                                   |
| 57801                     | 1965    | GME „1“           | Neusser Eisenbahn „IV“                                   |                                                   |
| 57878                     | 1965    | Mannesmann „202“  | RWE Power                                                | (als Ersatzteilspender)                           |
| 57946                     | 1966    | Klöckner „103“    | Hafen Cremona (I) „2“                                    |                                                   |
| 57988                     | 1966    | Mannesmann „203“  | 2004 verschrottet                                        |                                                   |
| 57989                     | 1966    | Mannesmann „204“  | 2004 verschrottet                                        |                                                   |
| 58232                     | 1968    | AKN „V 2.014“     | SerFer - Servizi Ferroviari (I) „K 136“                  |                                                   |
| 58233                     | 1968    | EBOE „V 3.023“    | SerFer - Servizi Ferroviari (I) „K 100“                  | 1974–1996 AKN „V 2.013“                           |
| 58234                     | 1968    | AKN „V 2.015“     | SerFer - Servizi Ferroviari (I) „K 149“                  |                                                   |
| 58241                     | 1968    | Westfalen „2“     | 2000 verschrottet                                        | zuletzt OHE „1200 70“                             |